# Congregación Francesa de Santa Catalina de Siena
La Congregación Francesa de Santa Catalina de Siena es una congregación religiosa católica femenina, de vida apostólica y de derecho pontificio, fundada en 1858 por la religiosa francesa Marie Therèse Joséphine Gand (Madre Santo Domingo de la Cruz), en Bonnay. A las religiosas de este instituto se les conoce como dominicas francesas y posponen a sus nombres las siglas O.P

## Historia
La congregación fue fundada por Marie Therèse Joséphine Gand en Bonnay, en 1858, con el fin de fundar un convento y una escuela en esa localidad. Rápidamente empezó un periodo de expansión que llevó a las religiosas a otras diócesis francesas, Bélgica y Trinidad y Tobago, dedicando especial atención a los leprosos.
El instituto recibió la aprobación como congregación religiosa de derecho diocesano el 28 de julio de 1859, por el obispo Frédéric-Gabriel-Marie-François de Marguerye, de la diócesis de Autun y fue elevado a congregación de derecho pontificio, mediante decretum laudis del 27 de abril de 1864, del papa Pío IX.

## Organización
La Congregación Francesa de Santa Catalina de Siena es un instituto religioso internacional, de derecho pontificio y centralizado, cuyo gobierno es ejercido por una priora general, es miembro de la Familia dominica y su sede se encuentra en Barataria (Trinidad y Tobago).
Las dominicas francesas se dedican a la atención de los enfermos y a la educación de la juventud. En 2017, el instituto contaba con 59 religiosas y 13 comunidades, presentes en Francia y Trinidad y Tobago.